# Montans
Montans település Franciaországban, Tarn megyében. Lakosainak száma 1547 fő (2022. január 1.). Montans Gaillac, Brens, Lisle-sur-Tarn, Loupiac, Parisot, Peyrole és Técou községekkel határos.

## Népesség
A település népességének változása:
| Lakosok száma | 1376 | 1383 | 1428 | 1431 | 1472 | 1513 | 1534 | 1544 | 1547 |
|               | 2013 | 2015 | 2016 | 2017 | 2018 | 2019 | 2020 | 2021 | 2022 |